# Planejamento dos ataques de 11 de setembro de 2001
Planejamento dos ataques de 11 de setembro de 2001, que culminaram na destruição do World Trade Center e na morte de 2,996 pessoas (incluindo os 19 terroristas).

## Motivos
Os motivos dos ataques foram questões para serem analisadas em ideologia, atacando os Estados Unidos por causa da ocupação americana na península arábica, a humilhação que os ocidentais faziam aos muçulmanos e ainda viram que os americanos tinham apoio militar a Israel, que pertencia ao grupo dos "kaffirs", ou infieis.
Em 1996, Bin Laden emitiu um fatwa, dizendo para os americanos para sairem da Arábia Saudita. Três anos depois o saudita disse que os infieis estavam muito perto de Meca, a cidade sagrada dos muçulmanos.

## Antecedentes
A Al-Qaeda se originou por volta de 1979, quando a União Soviética invadiu o Afeganistão. Logo após a invasão, Osama bin Laden viajou para o Afeganistão. Juntamente com Abdullah Azzam, um palestino-jordano que influenciou Bin Laden, eles formaram Maktab al-Khadamat (MAK), em 1984. Após a vitória dos mujahedins (guerrilheiros islâmicos), o MAK se tornou Al-Qaeda.
Em 1 de setembro de 1992, um paquistanês chamado Ramzi Yousef desembarcou em Nova York. O objetivo era se encontrar com Omar Abdel Rahman, mais conhecido como o "Sheik Cego", para atacar o World Trade Center.
Pouco antes do meio-dia da sexta-feira de 26 de fevereiro de 1993, Ramzi Yousef chegou com um carro bomba, carregado de 650 kg de dinamite, a Torre Norte do World Trade Center. Desceu ao nível B-2 da garagem subterrânea, ajustou o tempo e saiu dali.
O plano de Yousef era explodir a Torre Norte, fazendo-a tombar contra a sua torre vizinha, criando um efeito dominó, destruindo boa parte de Lower Manhattan.
Exatamente às 12h17, a carga explodiu. Apenas seis andares foram destruídos. Foram 6 mortes, além de mil feridos. O plano do paquistanês havia falhado.
Abdul Murad, amigo de Yousef, pensou em destruir o World Trade Center utilizando aviões. Decidiu enviar o plano à Khaled Sheik Mohammed ou simplesmente Khaled Mohamed. Em meados de 1994, Yousef e Murad foram presos. Khaled Mohammed então decidiu se encontrar com Osama Bin Laden. Este aprovou o plano e começou a juntar interessados para a jihad.
O plano de Khaled seria de dez aviões sequestrados, atingindo o World Trade Center (WTC), US Bank Tower, O Pentágono, o Capitólio, a Casa Branca, a Sede do Departamento da CIA, a Torre de Seattle e várias usinas nucleares. Mas, Bin Laden foi modesto: preferiu apenas 4 aviões, atingido o WTC, o Pentágono, o Capitólio ou a Casa Branca (possíveis alvos do voo 93).
Para que esses alvos fossem atingidos, seriam precisos terroristas suicidas que entrassem nos Estados Unidos e aprendessem a pilotar aviões, para depois executar o atentado.

## A Célula de Hamburgo
Em 1998, dois jovens, Mohamed Atta e Marwan al-Shehhi estudavam em Hamburgo, Alemanha. Eram alunos da Universidade Técnica de Hamburg-Hamburg, no bairro de Hamburg-Hamburg. Conheceram, na mesquita Quds, outro jovem: Ramzi Binalshibh. Foram mandados por um pregador da mesquita, Mohamed Haydar Zammar. ao apartamento da Marienstrasse, 54, no dia 11 de novembro de 1998.
O apartamento passou a se chamar, por eles, de "Dar el Ansar", ou "casa dos seguidores". Lá, Atta, Al Shehhi e Binalshibh pregava o ódio ao Ocidente. Entre eles, havia vários cúmplices, eram eles:
- Said Bahaji
- Zakariya Essabar
- Mounir El Motassadeq
- Abdelghani Mzoudi

Em 1999, um libanês se juntou ao grupo: Ziad Jarrah, com então 24 anos. Estavam prestes a abandonar o apartamento da Marienstrasse,54. Se preparavam para lutar contra os russos na Chechênia. Mas, foram convencidos a mudarem de ideia. Foram então para os campos de Mattar, no Afeganistão, pertencente a Al-Qaeda, para treinar para a jihad.

## Operação Aviões
Khaled Mohamed se juntou a Al-Qaeda no início de 1999. Bin Laden chamou o projeto de atingir aviões como alvos de Operação Aviões. O saudita começou a juntar terroristas suicidas. Os primeiros foram Khalid al-Mihdhar e Nawaf al-Hazmi. Logo depois, chegaram Mohamed Atta, Marwan al-Shehhi, Ramzi Binalshibh e Ziad Jarrah, que antes moravam em Hamburgo.
Bin Laden selecionou mais dois homens: Tawfiq Bin Attash e Abu Bara al-Yemeni. Mas, Khaled Mohamed não gostou nada dos dois, pois eram iemenitas e dificilmente entrariam nos Estados Unidos com visto americano. Havia até agora 6 jihadistas treinando no campo de Mattar: Khalid al-Mihdhar, Nawaf al-Hazmi, Mohamed Atta, Marwan al-Shehhi, Ramzi Binalshibh e Ziad Jarrah. Mas, Binalshibh era iemenita e dificilmente conseguiria visto americano. O grupo reduzia-se a cinco. Atta, Shehhi e Jarrah sabiam que sua missão iriam terminar em martírio, pois Bin Laden escutou bem o que Binalshibh disse: "A maior honra de um muçulmano é morrer lutando". Os terroristas eram treinados pelo egípcio Mohamed Atef, chefe de operações militares da Al-Qaeda. Este revelou que o plano de Osama era uma missão suicida.
No final de 1999, Mohamed Atta foi visitar seus pais no Egito. Em 29 de novembro, ele viajou pela companhia aérea Turkish Airlines de Hamburgo para Karachi. Foi treinar nos campos da Al-Qaeda. Bin Laden coloca Atta como o líder da operação e Nawaf al-Hazmi como o vice-líder. Até agora, os terroristas não sabiam detalhes sobre a Operação Aviões, apenas de seu nome, que teriam que aprender a pilotar aviões e que sua missão acabaria em martírio.
Em 5 de janeiro de 2000, Khalid al-Mihdhar, Nawaf al-Hazmi e Ramzi Binalshibh estavam numa reunião da Al-Qaeda em Kuala Lumpur, na Malásia. O irmão de Nawaf, Salem al-Hazmi, também se junta ao grupo.
No dia 15 de janeiro, Khalid e Nawaf desembarcaram no Aeroporto Internacional de Los Angeles. Eram os primeiros dos outros terroristas a pisar em solo americano. Os dois tinham o objetivo de aprender a falar inglês, entrar em uma escola de pilotagem e conseguir um brevê de piloto privado em menos tempo possível. Como acharam a cidade muito grande, foram para San Diego, onde vivia uma comunidade árabe. Lá se matricularam num curso de inglês.
Em 30 de janeiro de 2000, Ziad Jarrah voou de Karachi para Hamburgo, para visitar a sua noiva, Aysel Senguen, que não sabia da viagem dele ao Afeganistão e muito menos estava envolvida nos ataques terroristas. Alguns dias depois, Mohamed Atta, Marwan al-Shehhi e Ramzi Binalshibh chegaram à Alemanha. De lá, iriam para os Estados Unidos, para entrar em uma escola de voo. Mas, o pedido de visto de Binalshibh foi negado, por ser iemenita. Decidiu então ser apenas coadjuvante da Operação Aviões. Enquanto a Atta, Shehhi e Ziad, estes entraram nos EUA entre maio e junho de 2000.
Mohamed Atta e Marwan al-Shehhi se matricularam na Huffman Aviation International, em Venice, na Flórida. Ziad Jarrah se matriculou no Centro de Treinamento de Voo da Flórida. Em abril, Nawaf al-Hazmi teve sua primeira lição de voo no National Air College. Não entendeu quase nada o que foi dito pelo professor. Em maio, ele e Khalid al-Mihdhar foram para o Aeroclube Sorbi, onde o professor falava árabe.